# Estação Cardenal Raúl Silva Henríquez
A Estação Cardenal Raúl Silva Henríquez é uma das estações do Biotrén, situada em San Pedro de la Paz, entre a Estação Lomas Coloradas e a Estação Hito Galvarino. Administrada pela Ferrocarriles del Sur (FESUR), faz parte da Linha 2.
Foi inaugurada em 29 de fevereiro de 2016. Localiza-se na Rodovia Concepción-Lota. Atende o setor de Conavicoop.